# Sezer Arıçay
Sezer Arıçay (* 21. Oktober 1991 in Istanbul) ist ein türkischer Schauspieler.

## Leben und Karriere
Arıçay studierte an der Kadir Has Üniversitesi fort, wo er 2017 seinen Abschluss an der Fakultät für Schöne Künste im Fachbereich Theater machte. Sein Debüt gab er 2010 in der Fernsehserie Yerden Yüksek. Anschließend bekam er 2011 eine Rolle in Pis Yedili. 2014 spielte er in der Serie Beyaz Karanfil mit. Außerdem trat er 2021 in einer Folge in Hekimoğlu auf. Von 2021 bis 2023 wurde er für die Serie Der Club gecastet.
Arıçay ist auch im Theater aktiv und war in den Stücken Kafana Göre und Hayaller Gerçek Olsa zu sehen.

## Filmografie
Filme
- 2021: Beni Sevenler Listesi
- 2022: Son Parti
- 2024: Meraklı Adamın 10 Günü

Serien
- 2011–2013: Pis Yedili
- 2014: Beyaz Karanfil
- 2021: Hekimoğlu
- 2021–2023: Der Club
- 2023: Magarsus
- 2023–2024: Yabani